# Oncidium pictum
Oncidium pictum  es una especie de orquídea epifita. Es nativa de Sudamérica.

## Descripción
Es una orquídea epífita con pseudobulbos ovados, brillantes, comprimidos, que llevan 1 a 2 hojas apicales, oblongo-lanceoladas, conduplicadas. Florece en la primavera de una inflorescencia paniculada, ramificada  ascendente a erecta o arqueada, de 70 a 160 cm de largo, surgida de las axilas de una vaina de la hoja interior y que lleva fragantes flores perfumadas con olor a miel. 

## Distribución y hábitat
Se encuentra en Venezuela, Colombia, Ecuador y Perú en alturas de 1000 a 2150 metros. 

## Taxonomía
Oncidium pictum fue descrita por Carl Sigismund Kunth  y publicado en Nova Genera et Species Plantarum (quarto ed.) 1: 346, t. 81. 1816.
Etimología
Ver: Oncidium, Etimología
pictum: epíteto latíno que significa "pintado".
Sinonimia
- Oncidium reichenbachii Lindl. (1855)
- Oncidium anfractum Rolfe (1909)
- Oncidium hedyosmum Schltr. (1922)[3][4][5]